# Bomb Busters

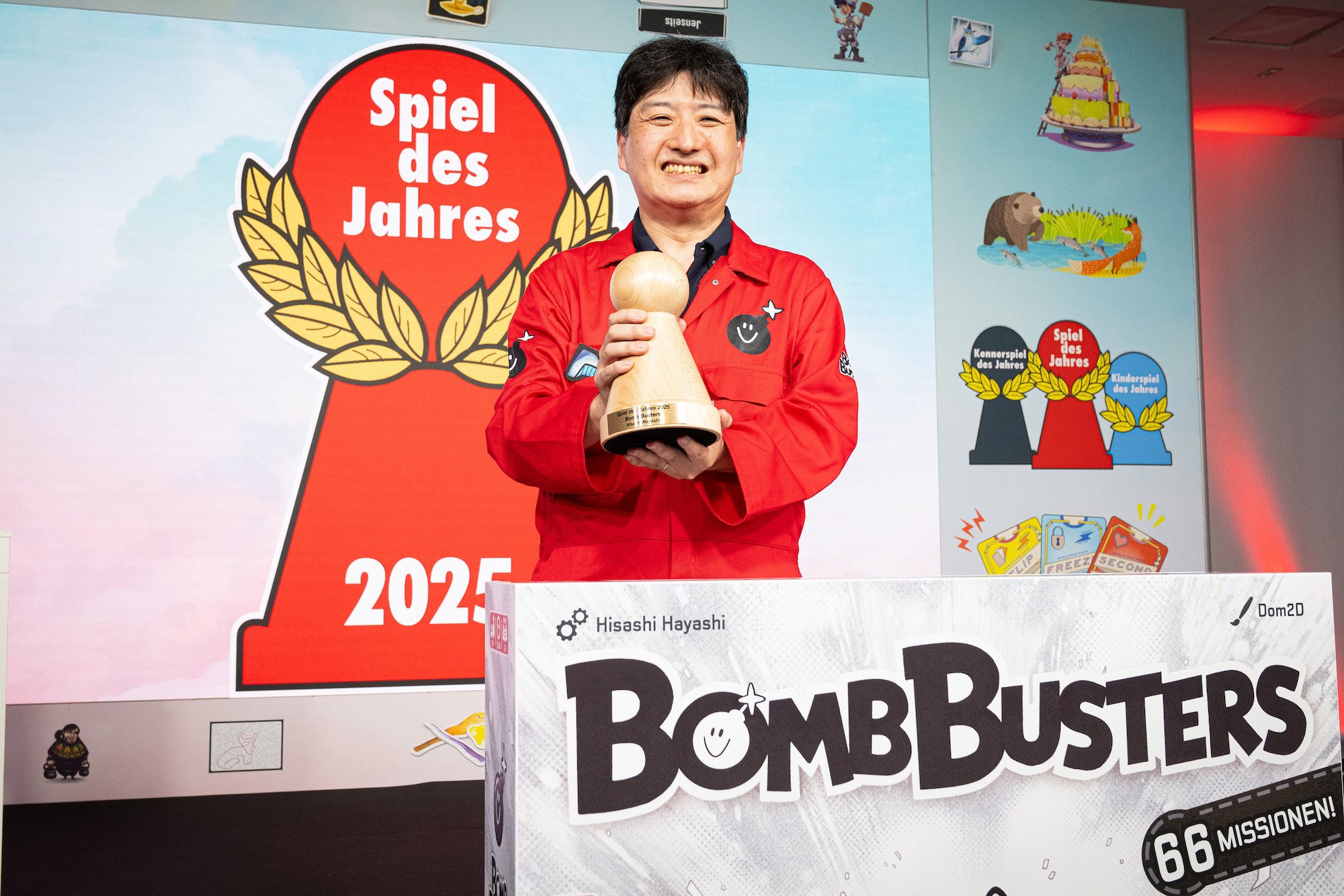
Autor Hisashi Hayashi bei der Preisverleihung Spiel des Jahres 2025

Bomb Busters ist ein kooperatives Familienspiel des japanischen Spieleautors Hisashi Hayashi, das im Jahr 2024 beim Verlag Cocktail Games sowie im gleichen Jahr auch bei Pegasus Spiele erschienen ist. Thematisch versuchen die Mitspieler über mehrere Missionen hinweg, gemeinsam Bomben zu entschärfen. Das Spiel errang 2024 den dritten Rang des Swiss Gamers Award und wurde Spiel des Jahres 2025.

## Thema und Ausstattung
Bei Bomb Busters müssen die Mitspieler als Team zusammenarbeiten und gemeinsam Bomben entschärfen. Sie müssen in ihren verdeckten Auslagen identische Zahlen identifizieren, die für Kabel stehen, und diese paarweise aus dem Spiel entfernen. Bilden sie Paare aus nicht zusammenpassenden Werten, verlieren sie Zeit und wählen sie gar rote Kabel, explodiert die Bombe und sie verlieren das Spiel. Ihre Missionen gewinnen sie, wenn sie alle in der Runde vorhandenen Paare erfolgreich identifizieren können und dadurch die Bombe entschärfen. Auf jede erfolgreiche Mission folgt eine weitere und mit dem erfolgreichen Voranschreiten kommt neben schwierigeren Aufgaben auch neues Spielmaterial hinzu. Insgesamt gibt es 66 Missionen und fünf Boxen mit zusätzlichen Regeln und Materialien.
Das Spielmaterial besteht neben der Spielanleitung aus:
- einem Spielplan mit Drehscheibe
- fünf Charakterkarten
- zwölf Zubehörkarten
- 26 Informationstäfelchen
- zwölf Validierungsplättchen
- ein =- und ein ≠-Plättchen
- acht große Missionskarten (für die ersten acht Missionen),
- 70 Kabelplättchen, davon 48 blaue Kabel (je vier Mal 1 bis 12), 11 gelbe Kabel und 11 rote Kabel
- fünf Plättchenständer
- vier gelbe und drei rote Markiersteine
- fünf Boxen mit weiteren Missionen und Spielmaterial.

Die Gestaltung der Spielelemente und der Spielschachtel stammt von der französischen Grafikerin Dominique Ferland.

## Spielweise

### Vorbereitung
Bomb Busters wird gemeinsam und kooperativ gespielt, alle Spieler versuchen entsprechend, ein gemeinsames Ziel zu erreichen. Vor dem Spiel bekommen alle Spieler eine Charakterkarte und wählen einen Captain, der die entsprechende Rollenkarte nimmt. Jeder Spieler bekommt zudem einen Plättchenständer, wenn mindestens vier Spieler vorhanden sind; die gleiche Regel gilt, wenn es nur zwei sind. Sind es deren drei, bekommt der Captain einen zweiten. Die Mitspieler wählen eine Mission aus, der Captain liest den Missionstext vor und bereitet das Spiel entsprechend der Anweisungen vor. Die Karte wird offen am Spielplan ausgelegt, sodass alle Spieler die Aufgabenstellung der Mission lesen können. Entsprechend der Anzahl der Mitspieler werden Zubehörkarten offen auf dem Spielplan abgelegt. Die Drehscheibe wird auf dem Feld entsprechend der Anzahl der Mitspieler gedreht und zeigt die Anzahl von Fehlern an, die das Team machen darf, bevor die Bombe detoniert. Die Validierungsplättchen und die Informationstäfelchen kommen ebenfalls auf den Spielplan.
Entsprechend der Missionskarte wählen die Spieler die blauen sowie potenziell gelbe und/oder rote Kabelplättchen aus, die im Spiel genutzt werden. Sind gelbe und/oder rote Kabel im Spiel, wird ihr Wert zwischen zwei ganzen Werten auf dem Spielplan markiert. Die Plättchen werden verdeckt gemischt und an die Spieler verteilt, diese platzieren sie mit aufsteigenden Werten auf ihrem Plättchenständer, sodass die niedrigsten Werte links und die höchsten rechts stehen. Gelbe und rote Plättchen werden entsprechend ihren Werten zwischen die blauen platziert. Zuletzt wählt jeder Spieler beginnend mit dem Captain ein Informationstäfelchen und platziert es für alle sichtbar hinter seinem Ständer an jener Position, an dem ein entsprechendes Kabelplättchen steht.

### Spielregeln
Beginnend mit dem Captain spielt das Team im Uhrzeigersinn. Der jeweils aktive Spieler kann in seinem Zug entweder ein Paar aus zwei wertgleichen Kabelplättchen aufdecken und damit eine Soloaktion durchführen oder er fragt einen seiner Mitspieler, ob an einer bestimmten Stelle von dessen Ständer ein Kabelplättchen mit einem von ihm bestimmten Wert steht. Bei Übereinstimmung bestätigt der Mitspieler und der aktive Spieler kann das angefragte Plättchen von seinem Ständer entfernen. Beide Spieler legen die Plättchen offen vor ihren jeweiligen Ständer, sodass die übrigen Spieler sehen können, an welchen Positionen die Plättchen zuvor gestanden hatten.
Stimmen die Werte nicht überein, wird dies ebenfalls durch den betroffenen Mitspieler mitgeteilt. Handelt es sich bei dem Plättchen an der Position um ein gelbes oder blaues Plättchen, wird der Wert oder die Farbe gelb mit einem Informationsplättchen hinter dem Ständer markiert. Zudem wird die Drehscheibe auf dem Spielplan um eine Position vorgedreht und rückt damit einer potenziellen Explosion näher. Handelt es sich um ein rotes Plättchen, endet das Spiel sofort: Die Bombe explodiert und das Team hat das Spiel verloren. Sind alle blauen und gelben Plättchen identifiziert und einer der Spieler kann nur noch rote Plättchen auswählen, sagt er dies an und das Team hat das Spiel gewonnen.
Als zusätzliche Hilfe kann jeder Spieler einmal pro Spiel seine Charakterkarte und den darauf vermerkten Doppeldetektor nutzen. Dabei benennt er zwei Plättchen auf einem Plättchenständer (die typischerweise, aber nicht zwingend nebeneinander stehen) und fragt, ob eines davon zu seinem Wert passt. Sobald zwei Plättchen mit dem Wert einer Zubehörkarte aufgedeckt sind, kann dieses Werkzeug einmal im verbleibenden Spiel genutzt werden. Sind alle vier Plättchen eines Wertes aufgedeckt, wird der entsprechende Wert auf dem Spielplan durch einen Validierungsmarker abgedeckt.
Das Spiel endet, sobald alle Mitspieler ihre Kabelplättchen aufgedeckt haben. Gelingt ihnen dies, ohne dass es zu einer Explosion kommt, haben sie das Spiel gewonnen. Alternativ endet das Spiel, wenn ein Spieler ein rotes Plättchen anzeigt oder die Drehscheibe durch Fehler soweit vorgerückt ist, dass die Bombe explodiert; in diesen Fällen hat das Team verloren.

## Veröffentlichung
Das Spiel Bomb Busters wurde vom Spieleautor Hisashi Hayashi entwickelt und erschien 2024 beim Verlag Cocktail Games in einer französischen Version. Im gleichen Jahr wurde es in Kooperation mit Pegasus Spiele auf Englisch und Deutsch veröffentlicht, weitere Versionen folgten 2025 in Spanisch, Italienisch, Niederländisch, Russisch, Polnisch, Ungarisch und Japanisch.

## Rezeption
Das Spiel wurde 2024 auf den dritten Platz des Swiss Gamers Award gewählt. Im Frühjahr 2025 wurde es neben den beiden Spielen Flip 7 und Krakel Orakel für das Spiel des Jahres 2025 nominiert und konnte sich gegen diese durchsetzen. Die Jury begründete dies wie folgt:

„In Bomb Busters wachsen wir mit den Aufgaben. Schritt für Schritt erlernen wir das ABC des Bombenentschärfens. Dabei leiten wir mit Logik und einer Prise Interaktion die richtigen Zahlenpaare her. Der besondere Comic-Look gibt dabei dem bedrohlichen Thema die notwendige Leichtigkeit. Das schweißt uns als Team zusammen und wir können uns später an vielfältigen Missionen versuchen, die bisherige Denkmuster über den Haufen werfen.“

Das Spiel wurde von mehreren Kritikern und auf mehreren Plattformen überwiegend positiv bewertet. Harald Schrapers bewertete das Spiel mit fünf von sechs möglichen Punkten. Nach seiner Ansicht ist „das Ganze […] eine Knobelei mit Zahlen, die auch für Frust sorgen kann. Damit werden sicherlich nicht alle glücklich – bei Bomb Busters aber die meisten, weil es spielerisch überragend umgesetzt ist.“ Er kritisiert die Anzahl der Missionen: „66 Missionen sind in der Schachtel, was aus meiner Sicht völlig übertrieben ist. Ich hätte eine Konzentration auf die etwa ein Dutzend besten Szenarien sinnvoller gefunden, was es auch erleichtert hätte, Bomb Busters – statt als eine Art Kampagne in einer festen Gruppe – mit immer wieder anderen Menschen zu spielen.“ Zudem kritisiert er das Produktdesign, „denn das, was wir in der Schachtel finden, ist weder schön noch praktisch.“ Diesen Punkt spricht auch Stefan Duksch an, wenn er schreibt: „Dass ich bei diesem Spiel nicht sofort zugegriffen habe, liegt an der Optik und am Thema. Bombenentschärfung als Brettspiel fühlte sich irgendwie nicht gut an.“ Ihn schreckt die Anzahl der Missionen allerdings nicht ab: „Und es geht weiter, immer weiter. In fünf verschlossenen Boxen warten fast 60 weitere Missionen, mit überraschenden Ideen und neuen Aufgaben. Mich hat es jedenfalls gepackt, ich möchte sie spielen. Alle.“ Laut Udo Bartsch ist das Spiel „außerordentlich“, das Spiel habe in den meisten seiner Gruppen „sofort Begeisterung ausgelöst“. Er beschreibt es als eine Mischung aus Da Vinci Code, Sudoku und Hanabi. Auch er übt Kritik an der Ausstattung: „Lediglich die Materialausstattung gefällt mir nicht so. Alles ist recht klein, die Zahlenplättchen stehen enger beisammen, als es optimal wäre. Die Handhabung ist fummelig, die Bänkchen kommen mir billig vor.“

## Belege
1. 1 2 3 4 5 6 7 8  
Spielanleitung Bomb Busters, Pegasus Spiele 2024
2. ↑  
Bomb Busters, Versionen bei BoardGameGeek. Abgerufen am 12. Juli 2024.
3. ↑  Bomb Busters auf der Website des Spiel des Jahres e.V., abgerufen am 12. Juli 2025.
4. ↑  
Harald Schrapers: Bomb Busters, Rezension auf „Games we Play“; abgerufen am 12. Juli 2023.
5. 1 2  
Stefan Duksch: Nicht das rote Kabel, Rezension auf „Duksch spielt“, 26. Oktober 2024; abgerufen am 12. Juli 2025.
6. ↑  
Udo Bartsch: Bomb Busters, Rezension auf „Rezensionen für Millionen“, 25. Oktober 2024; abgerufen am 12. Juli 2025.